# Micropeza similis
Micropeza similis är en tvåvingeart som först beskrevs av Aczel 1949.  Micropeza similis ingår i släktet Micropeza och familjen skridflugor. Inga underarter finns listade i Catalogue of Life.